# Rie fu
Rie fu（リエ フゥ、1985年1月11日 - ）は、日本のシンガーソングライター、画家。本名：舩越里恵（ふなこし りえ）。東京都出身。青山学院高等部を経てロンドン芸術大学セントラル・セント・マーチンズ卒業。

## 概要
アーティストネームのRie fuの由来は、本名の「りえ」と名字の頭文字をとったもの。画家として活動する際は、本名の英語表記でRIE FUNAKOSHI名義としている。
幼少の頃よりピアノを習っていたことが音楽に触れるきっかけ。7歳から10歳までの間、アメリカのメリーランド州で過ごし、70'sアメリカン・ポップスや賛美歌の影響を受ける。帰国し、高校生の頃にピアノと弟から借り始めたばかりのギターでつくったデモテープを現在所属するレコード会社に送付したことをきっかけにデビューが決定し現在に至る。
ロンドン芸術大学で油絵を専攻していた。卒業制作は現地で買い取られるほど高評価され、現在も定期的に個展を開き、画家としても活動している。

## 略歴
2004年
- 3月、シングル「Rie who!?」でデビュー。リードトラック「decay」が全国FM局のパワープレイを多数獲得する。9月、2枚目のシングル「Life is Like a Boat」は、アニメ『BLEACH』のエンディングテーマとなり、ロングヒットを記録。

2005年
- 1月、初のアルバム『Rie fu』を発売。4月、3枚目のシングル「I Wanna Go To A Place...」を発売。アニメ『機動戦士ガンダムSEED DESTINY』のエンディングテーマに抜擢される。自身最高のオリコンチャート5位を記録、ミュージックステーションに初出演。8月、m-floのアルバム『BEAT SPACE NINE』に参加。9月、『りえ風』と題した初の全国ツアーを行なう。11月13日、TBS系『News i』に登場。その日のHEADLINESコーナー内で「20歳の日本人女性シンガー、英で注目」というニュースで紹介された。

2006年
- 1月、世界最大の音楽ビジネスの国際見本市『MIDEM』に出演。3月、2枚目のアルバム『ROSE ALBUM』を発売。

2007年
- 7月、ロンドン芸術大学を次席で卒業し、帰国。11月、3枚目のアルバム『Tobira Album』を発売。12月24日、スポーツニッポン紙上にて、アルバム『Who is Rie fu?』の日英同時リリースにより、イギリスにてデビューすることが決定したことが報じられる。

2008年
- 3月、アルバム『Who is Rie fu?』をイギリスのインディーズレーベルであるTwenty Years of Boredomより発売し、海外デビュー。4月、Palm Beachのレーベル運営解消に伴い、内部レーベルをgr8! recordsへ移籍。

2009年
- 4月、4枚目のアルバム『URBAN ROMANTIC』を発売。delofamiliaの2枚目のアルバム『eddy』が全曲ゲストボーカルとして参加し、ツアーでもボーカル担当。井上陽水のデビュー40周年ツアー「40th Special Thanks Tour」にコーラスで参加。

2011年
- delofamiliaのアルバム「Spaces in Queue」に参加。

2012年
- 春に自身の会社Rie fu Inc.を設立。6月から、6カ月間にわたって音楽配信サイトOTOTOYにて毎月新曲を3曲ずつ、計18曲配信するという企画「fu diary」を始動。11月に「Rie fu & the fu」名義でアルバム『BIGGER PICTURE』を発売。

2014年
- シンガポールに移住。2015年にはシンガポール、香港、中国、インドネシア、台湾などを巡る初のアジアツアー開催。

2016年
- イギリスに移住。イギリスでの音楽活動を模索するべく、音楽出版社やマネジメント、PR会社などを訪問し、現地のプロデューサーとの制作やライブを行う。（エッセイ「イギリスでの音楽活動の始め方」より）2017年にはRié（リエ）名義でUKデビュー、さまざまな現地の音楽メディアに取り上げられる。

2018年
- University College London大学院で翻訳科の修士号を取得。2019年に日本に帰国後は、医学書籍「サイコネフロロジー・エッセンシャル」の翻訳など、翻訳家・通訳としても活動の幅を広げる。

## ディスコグラフィ

### シングル
|      | リリース日     | タイトル                 |
| 1st  | 2004年3月24日  | Rie who!?                |
| 2nd  | 2004年9月23日  | Life is Like a Boat      |
| 3rd  | 2005年4月27日  | I Wanna Go To A Place... |
| 4th  | 2005年8月31日  | ねがいごと               |
| 5th  | 2006年3月8日   | Tiny Tiny Melody         |
| 6th  | 2006年7月19日  | Until I Say              |
| 7th  | 2007年5月23日  | ツキアカリ               |
| 8th  | 2007年9月5日   | 5000マイル               |
| 9th  | 2007年10月24日 | あなたがここにいる理由   |
| 10th | 2008年1月23日  | Home                     |
| 11th | 2008年11月12日 | Romantic                 |
| 12th | 2009年2月25日  | PRESENT                  |
| 13th | 2011年2月16日  | For You                  |

### 配信限定シングル
| 発売日        | タイトル                                           |
| ------------- | -------------------------------------------------- |
| 2012年11月7日 | Lucky Day (English Version) / Rie fu & the fu      |
| 2017年8月25日 | Better View (70's Mix)                             |
| 2018年3月23日 | Tokyo (Japanese version)                           |
| 2019年2月8日  | Mirror                                             |
| 2020年2月20日 | ビジネス (Classics Tokyo Sessions)                 |
| 2020年2月27日 | Realize (Classics London Sessions)                 |
| 2020年3月5日  | Somebody's World (Classics Tokyo Sessions)         |
| 2020年3月12日 | 5 Minutes (Classics London Sessions)               |
| 2020年3月19日 | decay (Classics Tokyo Sessions)                    |
| 2020年3月26日 | Voice (Classics London Sessions)                   |
| 2020年4月2日  | Life is Like a Boat (Classics Tokyo Sessions)      |
| 2020年4月9日  | Beautiful Words (Classics London Sessions)         |
| 2020年4月16日 | Hey I'm Calling Up! (Classics Tokyo Sessions)      |
| 2020年4月30日 | I So Wanted (Classics Tokyo Sessions)              |
| 2020年5月7日  | Sunshine of My Day (Classics London Sessions)      |
| 2020年5月14日 | I Wanna go to a Place... (Classics Tokyo Sessions) |
| 2020年5月21日 | London (Classics London Sessions)                  |
| 2020年5月28日 | One Bite (Classics Tokyo Sessions)                 |
| 2020年6月4日  | Kiss U Goodbye (Classics London Sessions)          |
| 2020年6月11日 | TSUKIAKARI -MOONSHINE- (Classics Tokyo Sessions)   |
| 2020年6月18日 | drummy (Classics London Sessions)                  |
| 2020年6月25日 | Romantic (Classics Tokyo Sessions)                 |
| 2020年7月2日  | Gilles (Classics London Sessions)                  |
| 2021年4月1日  | The Temple                                         |
| 2022年6月15日 | Beautiful Boy (日本語バージョン)                   |

### 配信限定EP
| 発売日        | タイトル               | 収録曲                                                                                          |
| ------------- | ---------------------- | ----------------------------------------------------------------------------------------------- |
| 2022年6月29日 | Beautiful Boy (Side a) | 1. Birdsong 2. Winter Morning 3. Bridge of Time 4. You Never Change 5. Our Home                 |
| 2022年7月20日 | Beautiful Boy (Side B) | 1. Beautiful Boy 2. How You Feel 3. Stiicks and Stones 4. The Temple (Album version) 5. My Hero |

### アルバム
|              | リリース日     | タイトル                        |
| 国内発売     |                |                                 |
| 1st          | 2005年1月19日  | Rie fu                          |
| 2nd          | 2006年3月24日  | ROSE ALBUM                      |
| 3rd          | 2007年11月21日 | Tobira Album                    |
| 4th          | 2009年4月8日   | URBAN ROMANTIC                  |
| 5th          | 2010年3月31日  | at Rie sessions                 |
| ベスト       | 2011年11月23日 | I Can Do Better                 |
| 6th          | 2012年11月21日 | BIGGER PICTURE                  |
|              | 2013年9月4日   | Rie Fu Sings the Carpenters     |
| 7th          | 2014年11月13日 | I                               |
| 8th          | 2016年4月6日   | O                               |
| 9th          | 2019年3月15日  | PLACES                          |
| 10th         | 2021年11月1日  | Rie fu Classics Tokyo Sessions  |
|              | 2021年12月1日  | Rie fu Classics London Sessions |
| 11th         | 2022年6月25日  | Beautiful Boy                   |
|              | 2023年4月8日   | JAPANESE JARGON （Rié名義）     |
| イギリス発売 |                |                                 |
| 1st          | 2008年3月3日   | Who is Rie fu?                  |

### 参加作品
| リリース日     | 曲名                                                 | 収録された作品                                                                   |          |
| 2005年8月24日  | Float'n Flow／m-flo loves Rie fu                     | m-flo「BEAT SPACE NINE」                                                         | ゲスト   |
| 2008年4月16日  | ジェイミー Studio Session at Abbey RoadStudio LONDON | TOKYO MOOD PUNKS「ジェイミー」                                                   | コーラス |
| 2009年2月18日  | カット                                               | 高鈴「ヒビノウタ」                                                               | コーラス |
| 2009年2月25日  | blond head／delofamilia                              | Various Artists「One by One kzk sound track from adidas originals by originals」 | ボーカル |
| 2009年2月25日  | dark star memory                                     | Various Artists「One by One kzk sound track from adidas originals by originals」 | ゲスト   |
| 2009年4月8日   | blond head （eddy version）                          | delofamilia「eddy」                                                              | ボーカル |
| 2009年4月8日   | down                                                 | delofamilia「eddy」                                                              | ボーカル |
| 2009年4月8日   | no promises                                          | delofamilia「eddy」                                                              | ボーカル |
| 2009年4月8日   | rebirth                                              | delofamilia「eddy」                                                              | ボーカル |
| 2009年4月8日   | belle                                                | delofamilia「eddy」                                                              | ボーカル |
| 2009年4月8日   | meteorite night, tonight                             | delofamilia「eddy」                                                              | ボーカル |
| 2009年4月8日   | wounded                                              | delofamilia「eddy」                                                              | ボーカル |
| 2009年4月8日   | feather                                              | delofamilia「eddy」                                                              | ボーカル |
| 2009年4月8日   | see you                                              | delofamilia「eddy」                                                              | ボーカル |
| 2009年4月8日   | primal ～next morning～                              | delofamilia「eddy」                                                              | ボーカル |
| 2009年4月22日  | Time Traffic（Leo fu Mix）                           | LEO今井「Laser Rain」                                                            | ゲスト   |
| 2009年4月29日  | Love Rainbow                                         | 井上陽水「Love Rainbow」                                                         | コーラス |
| 2010年6月9日   | Sweet feat. Rie fu                                   | 帆乃佳「Wedding Kiss」                                                           | ゲスト   |
| 2010年6月9日   | Don't Cry feat. Rie fu                               | 帆乃佳「Wedding Kiss」                                                           | ゲスト   |
| 2011年10月15日 | amateur                                              | delofamilia「Spaces in Queue」                                                   | ボーカル |
| 2011年10月15日 | toxic ship                                           | delofamilia「Spaces in Queue」                                                   | ボーカル |
| 2011年10月15日 | guiding                                              | delofamilia「Spaces in Queue」                                                   | ボーカル |
| 2011年10月15日 | spinning                                             | delofamilia「Spaces in Queue」                                                   | ボーカル |
| 2011年10月15日 | brightest star                                       | delofamilia「Spaces in Queue」                                                   | ボーカル |
| 2011年10月15日 | no name                                              | delofamilia「Spaces in Queue」                                                   | ボーカル |
| 2011年10月15日 | mistress                                             | delofamilia「Spaces in Queue」                                                   | ボーカル |
| 2011年10月15日 | recently                                             | delofamilia「Spaces in Queue」                                                   | ボーカル |
| 2011年10月15日 | typical                                              | delofamilia「Spaces in Queue」                                                   | ボーカル |
| 2011年10月15日 | your song                                            | delofamilia「Spaces in Queue」                                                   | ボーカル |

### 楽曲提供
| リリース日     | 曲名             | 収録されたの作品           |                  |
| 2009年10月28日 | love your life   | 豊崎愛生「love your life」 | 作詞・作曲       |
| 2013年9月25日  | See You Tomorrow | 豊崎愛生「Love letters」   | 作詞・作曲・編曲 |

### タイアップ
| 曲名                              | タイアップ                                                                |
| Life is Like a Boat               | テレビ東京系アニメ『BLEACH』エンディングテーマ                            |
| Life is Like a Boat               | FM鹿児島『Move On!』2004年9月度エンディングテーマ                         |
| I Wanna Go To A Place...          | 毎日放送・TBS系アニメ『機動戦士ガンダムSEED DESTINY』エンディングテーマ   |
| Until I Say                       | イギリス映画『ハイジ』日本版主題歌                                        |
| ツキアカリ                        | 毎日放送・TBS系アニメ『DARKER THAN BLACK -黒の契約者-』エンディングテーマ |
| dreams be                         | 夢真ホールディングスCMソング                                              |
| あなたがここにいる理由            | テレビ東京系アニメ『D.Gray-man』エンディングテーマ                        |
| 君が浮かぶよ                      | トヨタカローラ愛豊CMソング（中部地域限定）                                |
| Home                              | トルネード・フィルム配給映画『子猫の涙』主題歌                            |
| Hey I'm Calling Up!               | イーオンCMソング（東海・北陸地区限定）                                    |
| いつかこの道の先に〜All The Way〜 | マリモCMソング                                                            |
| SUKI                              | ジョナサンCMソング（関東地区限定）                                        |
| new me〜生まれ変わる日〜          | ヒルズコレクション『ヒルズダイエット』2009年度イメージソング              |
| Something in my head              | 秋田朝日放送『AABの春はコレっ! 春コレっ! キャンペーン』キャンペーンソング |
| Sunny Days                        | BS朝日『しあわせロハス』テーマソング                                      |
| Just like you                     | JALリゾートシーホークホテル福岡「SUMMER WEDDING FAIR」CMソング            |
| Come On Come On                   | イーオンCMソング（東海・北陸地区限定）                                    |
| For You                           | フジテレビ系アニメ『放浪息子』エンディングテーマ                          |
| For Your Wedding                  | FM FUJI「Medetta Vol.35」CMソング                                         |
| 君ほど強い人を知らない            | NOMADIC CINEMA project提供曲                                              |
| 「You & Me」                      | 紗希 & Rie Fu アニメ「しろくまカフェ」オープニング曲                      |

## ライブ
ワンマンライブのみの記載とし、ゲストライブまたはTV出演スタジオライブ等は割愛する。